# Blanche Payson
Mary Elizabeth Bush (Santa Bárbara, California; 20 de septiembre de 1881-Hollywood, 4 de julio de 1964), más conocida como Blanche Payson, fue una actriz de cine estadounidense.

## Biografía

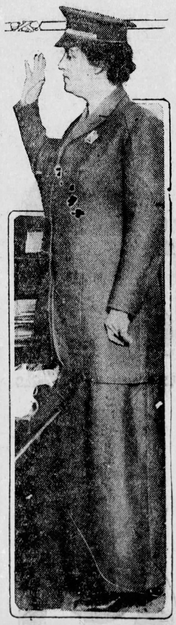
Blanche Payson, ceremonia de la mujer policía, 1915

Payson nació en Santa Bárbara, California,[cita requerida] como Mary Elizabeth Bush de Thomas y Sarah Bush. La primera vez que llamó la atención del público fue cuando actuó como policía en la exposición del Toyland de la Panama Exposition de San Francisco en 1915. También actuó en vodevil.
En 1910 vivía en San Francisco y estaba casada con Eugene Payson, que murió antes de 1915.
Payson se trasladó entonces a Los Ángeles y comenzó su carrera cinematográfica con el estudio Mack Sennett, siendo su primera película Wife and Auto Trouble. Actuó en casi 160 películas entre 1916 y 1946. Con sus 6 pies 2 pulgadas (188 cm), sobresalía por encima de sus compañeros de reparto, tanto hombres como mujeres, en las numerosas comedias de payasadas en las que actuó, y servía de apoyo a cómicos como Los Tres Chiflados, Laurel y Hardy y otros actores populares de la época. A menudo interpretaba a mujeres brutales y dominantes, como la esposa de Oliver Hardy en Helpmates (1932) o la madrastra de Bobby Hutchins en la comedia de Our Gang Dogs Is Dogs (1931).
En 1927, Payson estaba casada con Allen Love. Murió en Hollywood, California.[cita requerida]

## Filmografía parcial
- Wife and Auto Trouble (1916)
- A La Cabaret (1916)
- A Social Cub (1916)
- The Sultan's Wife (1917)
- Bears and Bad Men (1918)
- The Land of Jazz (1920)
- Three Ages (1923)
- Charley's Aunt (1925)
- Oh Doctor! (1925)
- Half a Man (1925)
- We Moderns (1925)
- La Bohème (1926)
- For Heaven's Sake (1926)
- Peaceful Oscar (1927)
- Should Men Walk Home? (1927)
- The Bachelor's Baby (1927)
- Figures Don't Lie (1927)
- The Broadway Melody (1929)
- Below Zero (1930)
- Our Wife (1931)
- Dogs Is Dogs (1931)
- I Surrender Dear (1931)
- Helpmates (1932)
- The Impatient Maiden (1932)
- Drifting Souls (1932)
- Impatient Maiden (1932)
- Among the Missing (1934)
- Hoi Polloi (1935)
- Dizzy Doctors (1937)
- All Over Town (1937)
- Slander House (1938)
- Cookoo Cavaliers (1940)
- An Ache in Every Stake (1941)
- Blondie for Victory (1942)
- Ghosts on the Loose (1943)